# Tour de l'Algarve 1983
La 9e édition de la compétition de cyclisme sur route du Tour de l'Algarve a lieu du 27 avril au 1er mai 1983, dans cette région la plus méridionale du Portugal continental.

## Généralité
La vitesse moyenne de ce tour est de plusieurs dizaines de km/h[Combien ?].

## Classement général final
|    | Cycliste                  | Équipe       |    | Temps       |
| -- | ------------------------- | ------------ | -- | ----------- |
| 1. | Adelino Teixeira,         | [Laquelle ?] | en | [Combien ?] |
| 2. | Belmiro Silva (pt),       | [Laquelle ?] | +  | 1 min 25 s  |
| 3. | Eduardo Correia,          | [Laquelle ?] |    | 2 min 07 s  |
| 4. | Venceslau Fernandes (en), | [Laquelle ?] |    | [Combien ?] |
| 5. | Fernando Fernandes (de),  | [Laquelle ?] |    | [Combien ?] |

## Les étapes
| Étape     | Villes étapes  | Km          | Vainqueur d'étape  |
| 1re étape | [Lesquelles ?] | [Combien ?] | Carlos Santos,     |
| 2e étape  | [Lesquelles ?] | [Combien ?] | Carlos Santos,     |
| 3e étape  | [Lesquelles ?] | [Combien ?] | Luís Vargues,      |
| 4e étape  | [Lesquelles ?] | [Combien ?] | Adelino Teixeira,  |
| 5e étape  | [Lesquelles ?] | [Combien ?] | António Fernandes, |
| 6e étape  | [Lesquelles ?] | [Combien ?] | Manuel Cunha,      |
| 7e étape  | [Lesquelles ?] | [Combien ?] | Raul Fachadas,     |
| 8e étape  | [Lesquelles ?] | [Combien ?] | Manuel Cunha,      |

## Classements annexes
| Classement par points             | José Amaro         |
| Classement du meilleur grimpeur   | Luís Teixeira (de) |
| Classement de la meilleure équipe | F.C. Porto         |

## Référence
1. ↑  2e du Tour du Portugal de 1980 ; des Tours de l'Algarve en 1980 et 1981 (ou 3e, en 1981), 6e de celui de 1987 ; né le 11 septembre 1960, décédé le 19 août 2015.